# 다무라 유
다무라 유(일본어: 田村 友, 1992년 11월 22일 ~ )는 일본의 전 축구 선수이다.

## 구단 경력
그는 2015년부터 2020년까지 J리그의 아비스파 후쿠오카, 우라와 레즈, 몬테디오 야마가타, 더스파구사쓰 군마, SC 사가미하라에서 활동하였다.